# Eldad i Medad
Eldad i Medad són dos profetes que s'esmenten al Llibre dels Nombres i que profetitzaven entre els israelites, tot i que no havien anat al Tabernacle amb els setanta ancians per anar a rebre l'esperit de Jehovà que els donava el do de la profecia. Van ser beneïts amb l'esperit profètic fins al dia de la seva mort directament per Déu en el lloc on es trobaven. La narració diu que Josuè va demanar a Moisès que no els deixés profetitzar, però Moisès va contestar que era bo que profetitzessin, i que era possible que tot el poble d'Israel pogués profetitzar algun dia. Eldad i Medad van ser afavorits amb el do de la profecia per haver-se quedat al marge i haver actuat amb humilitat.
En la tradició rabínica es diu que Eldad i Medad van profetitzar sobre la guerra amb Gog i Magog, amb el rei de Magog ajudat per enemics dels jueus atacant les terres d'Israel. Però Déu els enviaria un Messies guerrer que ajudaria el poble jueu.